# He Wenchao
He Wenchao (xinès simplificat: 何文超, pinyin: Hé Wénchāo; Hunan, 1983) és una actriu i directora de cinema xinesa.

## Biografia
He Wenchao va néixer l'any 1983 a Hunan (Xina). Es va graduar al Departament de Cinema i Televisió de l'Acadèmia Central de Drama de Pequín (中央戏剧学院). Abans de passar a la direcció va començar una carrera com a actriu de cinema i televisió.

### Experiència com a actriu
He Wenchao va actuar per primera vegada en dues pel·lícules, el 2005 a "A Bride in Shangri-la" (花腰新娘) de Zhang Jiarui i el 2007 a "My Career as a Teacher" (我的教教的教家瑞) de Zhang Kehong.
El 2009 va protagonitzar la sèrie de televisió de 35 capítols, "The Mou Family Estate" (牟氏庄园).
El 2013, va protagontzar 水印街 (Trap Street), dirigida per Vivian Qu. La pel·lícula va representar a la Xina a la 70a Mostra Internacional de Cinema de Venècia, He la va presentar i va participar en la cerimònia de clausura del festival.

### Experiència com a directora
El 2007, mentre estudiava va dirigir un curtmetratge, "És el teu torn" (下一个). Després, el 2009, la seva pel·lícula de graduació, d'una durada de trenta minuts titulada "He Xiaoguang's Summe" (何小光的夏天), va guanyar el premi al millor guió als 7th Global Chinese College Student Film and Television Awards, de la Universitat Babtista de Hong Kong, i va ser seleccionada per a la secció de curtmetratges asiàtics del 14è Festival Internacional de Cinema de Busan.
L'any 2013, va dirigir el seu primer llargmetratge, "Sweet Eighteen" (甜蜜18岁), amb un guió original d'ella mateixa, protagonitzada per Cynthia Zhou (周文奕). Entre altres festivals, va ser seleccionada per a l'Asian New Talent Award al 15è Festival Internacional de Cinema de Xangai, Va obtenir el premi al millor guió al 4t Festival Internacional de Cinema de Macau
"Sweet Eighteen" és la història d'una adolescent somiadora de 18 anys, He Na, que viu amb la seva mare, una antiga cantant d'òpera. Enganyat pel seu amant que marxa amb els seus diners, aquest, borratxo, cau i acaba a l'hospital en coma. He Na ha de renunciar al seu somni d'entrar a l'Institut de Belles Arts. Desorientada, va a veure l'amiga de l'amant de la seva mare. Ella descobreix que ella també ha estat abandonada i que està embarassada, però les dues dones acaben unint-se amb un amor inesperat.
El 2021 va co-dirigir amb Xu Wei la pel·lícula "The Victim".